# 龙头草属
龙头草属（学名：Meehania）是唇形科下的一个属，为一年生或多年生草本植物。该属共有约7种，其中一种分布于北美东部，其余分布于亚洲东部。